# Фототипия
Фототипи́я (от др.-греч. φῶς, родительный падеж φωτός — свет и τύπος — отпечаток, форма), другое название светотипия — фотомеханический процесс, предназначенный для получения типографского клише и тиражирования высококачественных полутоновых изображений методом плоской печати. Из всех способов полиграфического воспроизведения фотоснимков фототипия считается наиболее высококачественным, уступая только гелиогравюре.

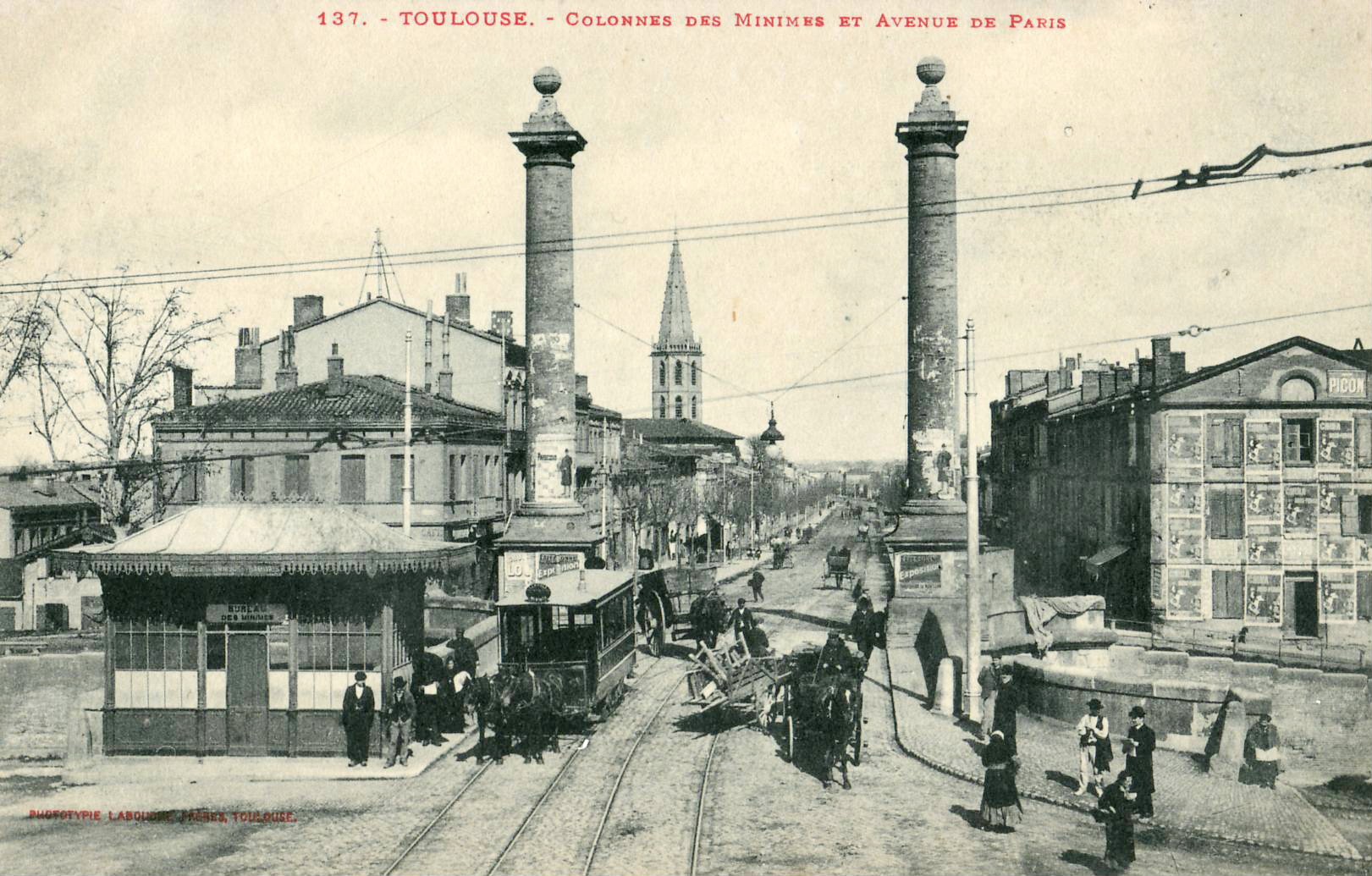
Открытка, изготовленная методом фототипии. 1914 год

Термин «фототипия» используется применительно как к самому процессу, так и к отпечаткам, полученным с его помощью. Так же назывались мелкие типографии, специализирующиеся на тиражировании изображений по такой технологии.

## Историческая справка
Попытки заменить фотопечать на светочувствительной фотобумаге типографскими способами тиражирования фотоснимков предпринимались сразу же после изобретения калотипии. Причиной были дороговизна галогеносеребряных фотоотпечатков и их недолговечность, неприемлемые для книжной полиграфии. Фототипия, запатентованная в 1855 году французским химиком Альфонсом Пуатвеном (фр. Louis-Alphonse Poitevin), стала одной из первых дешёвых альтернатив позитивному фотопроцессу.
Однако, распространение она получила только после того, как была усовершенствована в 1868 году придворным фотографом короля Баварии Людвига II Йозефом Альбертом. В первоначальном виде процесс не обеспечивал достаточно прочного сцепления светочувствительного слоя с подложкой, в качестве которой служил литографский камень. Вместо него Альберт предложил использовать стекло с промежуточным связующим слоем, позволяющим надёжно удерживать желатин. В доработанном виде процесс получил название «альбертипия» или «коллотипия», но в профессиональной полиграфии технология продолжала называться фототипией. Она быстро вытеснила с рынка менее технологичную вудберитипию и использовалась для типографского тиражирования полутоновых фотоснимков вплоть до изобретения офсетной печати в начале XX века.
В момент изобретения фототипия была единственной фотомеханической технологией, позволявшей тиражировать фотографии с высоким качеством при значительно более низкой себестоимости отпечатка по сравнению с альбуминовой и желатиносеребряной фотопечатью с оригинального негатива. Процесс оказался настолько удачным, что некоторое время использовался даже художниками в качестве одной из графических техник. Например, немецкий абстракционист Вилли Баумейер использовал фототипию для создания некоторых рисунков. Благодаря отсутствию регулярного растра фототипия до появления цифровой печати оставалась практически непревзойдённой по качеству технологией воспроизведения фотографий. В некоторых крупных типографиях она использовалась для тиражирования высококачественных иллюстраций до конца XX века.

## Описание технологии
Метод фототипии позволяет изготавливать типографское клише на стеклянных или металлических пластинах со светочувствительным слоем из хромированной желатины. Под действием света и последующей лабораторной обработки она теряет способность к набуханию в воде, и впитывает типографскую краску в экспонированных местах. Неэкспонированные участки напротив, принимают влагу и отталкивают жирный краситель. Восприимчивость к впитыванию краски меняется не скачкообразно, а пропорционально полученной экспозиции, обеспечивая качественное воспроизведение полутонов.
Для изготовления печатной формы стеклянная пластина толщиной 7—10 миллиметров обрабатывается наждачным порошком для получения матовой поверхности и покрывается связующим слоем, состоящим из смеси желатины, жидкого стекла и квасцов. На подслой поливается смесь желатины с бихроматом калия. После сушки при температуре 60 °C в течение двух часов пластина медленно остужается в выключенном сушильном шкафу. Через сутки на подготовленный светочувствительный слой контактным способом производится печать с негатива, размер которого должен точно соответствовать формату будущих оттисков. Кроме того, для получения прямого оттиска негатив «переворачивается» зеркально. С фотопластинок на стеклянной подложке для этого снималась фотоэмульсия и переносилась на специальную каучуковую плёнку.
Печать производится солнечным светом или источниками ультрафиолетового излучения. Иногда после основной экспозиции сквозь негатив, пластину подвергают короткой общей засветке с обратной стороны. Экспонированную пластину несколько часов промывают в холодной воде для удаления остатков хромовых солей, а затем сушат. Невосприимчивость к впитыванию краски в неэкспонированных местах обеспечивается последующим травлением смесью глицерина, нашатырного спирта и гипосульфита. Результатом этой операции становится растрескивание желатинового слоя, интенсивность которого пропорциональна полученной экспозиции. Желатина покрывается микроскопическими складками, ширина и глубина которых пропорциональна интенсивности засветки сквозь негатив. Складки становятся печатающими элементами, удерживающими краску, тогда как нерастрескавшиеся участки слоя («сосочки» или «корешки») выполняют роль пробельных элементов, отображая света́ изображения. Появление зернистой структуры слоя имеет ту же природу, что и ретикуляция желатиносеребряных фотоэмульсий, и возникает из-за внутренних напряжений желатины в результате сушки.
Протравленная пластина устанавливается в плоскопечатный станок, как правило снабжённый двумя валиками для краски — массовым и кожаным. Для высокого качества печати форма должна быть постоянно увлажнённой, поэтому первые печатные станки снабжались дополнительным увлажняющим аппаратом. В дальнейшем от этого отказались, увлажняя клише вручную после каждых 500 оттисков. Печать ведётся на специальную фототипную бумагу, аналогичную предназначенной для качественной офсетной печати. Для получения высокого качества оттиска он часто печатается в два приёма с разных клише, отображающих средние полутона и глубокие тени. Фототипы, сделанные таким способом, называются «дуплексами». Оттиски на мелованной бумаге, покрытые желатиновым слоем, трудно отличить от фотоотпечатков на глянцевой альбуминовой или желатиносеребряной фотобумагах.
Низкая производительность плоскопечатных машин постоянно заставляла искать способы изготовления клише на гибкой подложке, пригодной для ротационной печати. Первые попытки были предприняты ещё Йозефом Альбертом, но практически пригодная технология была разработана только в 1924 году в США. При этом в качестве подложки были использованы алюминиевые пластины с зернистой поверхностью. В 1914 году немецкая фирма «Кольбе и Шлихт» получила патент на способ фототипной печати с переносом краски промежуточным резиновым валом, аналогичный офсетному. Последняя технология позволила довести скорость печати до 3000 оттисков в час.

## Достоинства и недостатки

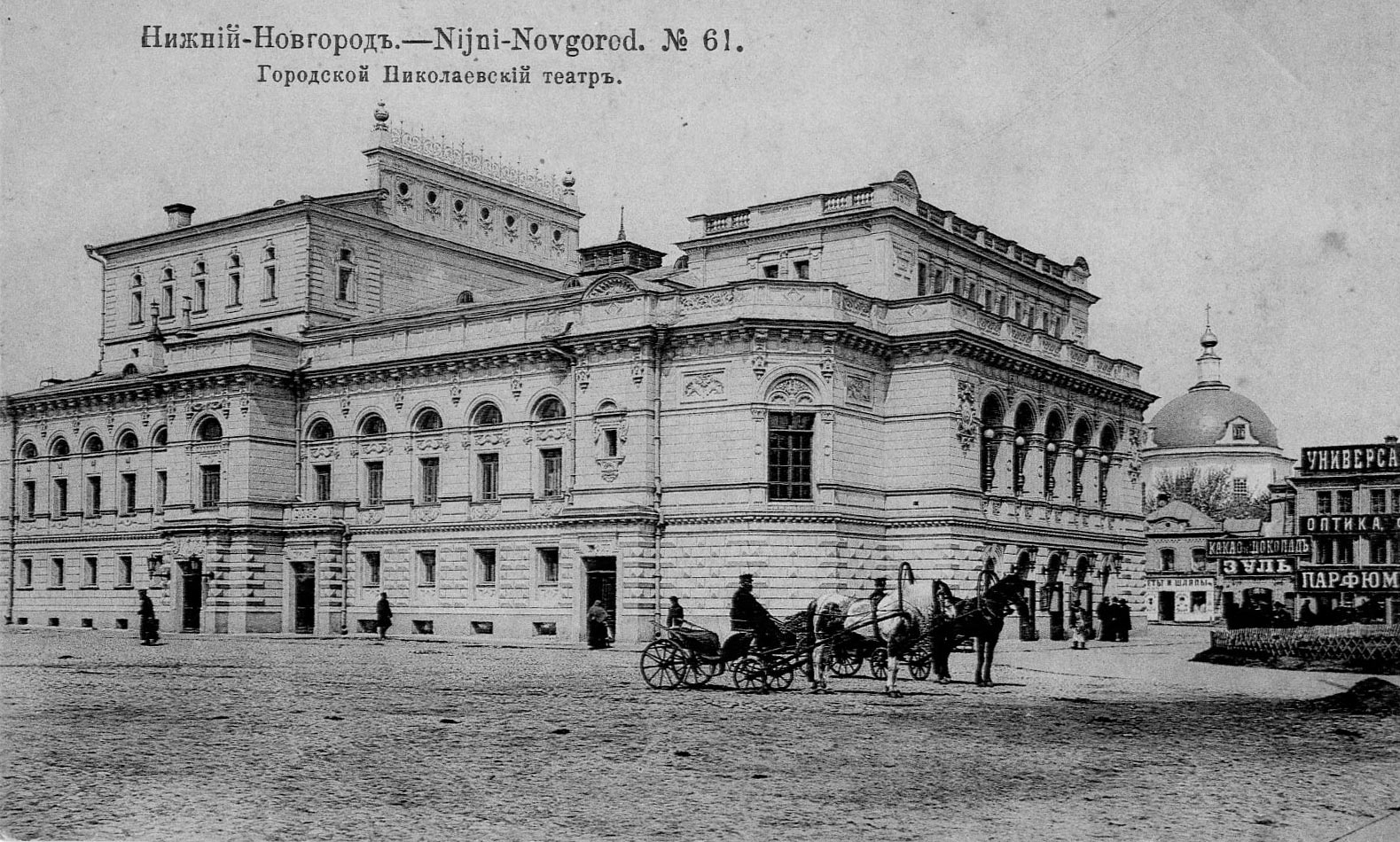
Почтовая открытка с видом Нижегородского театра драмы, изготовленная в типографии Максима Дмитриева способом фототипии

Благодаря структуре клише, фототипия совмещает свойства как плоской, так и глубокой печати. Главным достоинством процесса остаётся отсутствие регулярного растра, позволяющее отображать мелкие детали изображения без муаровых эффектов. Кроме того, оттиски передают широкий тональный диапазон с хорошей проработкой в глубоких тенях. Технология пригодна не только для изготовления монохромных изображений, но и для многокрасочной печати с раздельных цветоделённых клише, в 1888 году запатентованной под названием «фотохромотипия».
Однако, несмотря на высокое качество печати, фототипия обладает рядом недостатков, ограничивших её распространение. Главным из них считается низкая тиражеустойчивость фототипных клише, с каждого из которых можно отпечатать не более 1000 оттисков. При этом максимальная производительность традиционных для фототипии плоскопечатных станков ограничивается 100—120 копиями в час, делая невозможным крупнотиражное производство. Вторым важнейшим недостатком является непригодность для шрифтовой печати. По этой причине любая полиграфическая продукция, которая печатается с применением фототипии, требует отдельного клише для текста или надписей.
Качество печати также сильно зависит от степени увлажнения матрицы и даже от климатических условий, ещё больше усложняя процесс. С помощью фототипии в XIX веке изготавливались фотооткрытки, эстампы и небольшие тиражи иллюстрированных альбомов. Однако, с распространением более технологичной офсетной печати фототипия постепенно вышла из употребления, используясь, главным образом, для факсимильной репродукции произведений искусства. Тем не менее, совершенствование технологий ротационной фототипии сделало процесс конкурентоспособным при небольших тиражах. В 1950-х годах в США фототипным способом печатались плакаты, иллюстрированные каталоги и другая полиграфическая продукция.